# Mfeloung
Mfeloung est un village du Cameroun situé dans le département du Noun et la région de l'Ouest, sur la rive gauche du Noun. Il fait partie de l'arrondissement de Foumbot.

## Population
La localité est constituée principalement des Bamoun et Bamileke. En 1967, elle compte 34 habitants.